# Cartea albastră (Uniunea Europeană)
Cartea albastră este un permis de muncă european care permite imigranților cu înaltă calificare profesională să lucreze și să trăiască în orice țară din cadrul Uniunii Europene, cu excepția Danemarcei și Irlandei, care nu sunt supuse propunerii. 
Cartea albastră oferă dreptul la muncă și rezidență în teritoriul unui stat membru pe o perioadă inițială de doi ani, după care posesorul acesteia poate obține o prelungire în alt stat membru. Posesorul Cărții albastre poate fi însoțit în Uniunea Europeană de familia sa și beneficiază de securitate socială.
Cartea albastră este valabilă doi ani, putând fi reînnoită, și permite libertatea de circulație în UE posesorului și familiei acestuia (după cei doi ani). După cinci ani, posesorul acestuia are statut de rezident pe termen lung.

## Cerințe
Pentru a solicita un card albastru, solicitanții trebuie:
- să aibă un contract de muncă valabil sau o ofertă de muncă înalt calificată pe o perioadă de șase luni sau mai mult;
- să li se ofere un salariu anual corespunzător pragului stabilit de statele membre (în ianuarie 2023 cel mai mic prag era în România - 2250 euro);[1]
- pentru profesiile reglementate: respectați condițiile profesiei;
- pentru profesiile nereglementate: să aibă o calificare profesională superioară corespunzătoare;
- pentru lucrătorii IT: au abilități profesionale relevante.

## Depunerea unei cereri
Solicitantul trebuie să prezinte documentele după cum urmează:
- formular;
- CV, care ar trebui să includă informații de contact și un certificat de lipsă de antecedente judiciare;
- contract de muncă;
- diplomă care confirmă studii superioare;
- pasaport valid;
- carnetul de muncă;
- asigurare de sanatate;
- 3 fotografii 35x45mm;
- verificarea taxelor statului membru (în ianuarie 2023, cea mai mică taxă a fost în Bulgaria - doar 55 EUR);[2]

Solicitanții sunt notificați cu privire la decizia în termen de 90 de zile de la depunerea cererii. Dacă contractul de muncă este de 2 ani sau mai mult: permisul este valabil pentru perioada standard stabilită de statele membre (minim 24 de luni). Dacă contractul de muncă este mai mic de 2 ani: permisul este valabil pe durata contractului + 3 luni (maximum 24 de luni).